# 2008 en Syrie
Cet article présente les faits marquants de l'année 2008 en Syrie.

## Évènements
- Dimanche 2 mars 2008 : Le chef du Hamas en exil à Damas, Khaled Mechaal, qualifie l'offensive israélienne de « véritable holocauste » et accuse le président palestinien Mahmoud Abbas de le « couvrir, volontairement ou involontairement ».
- Samedi 29 mars 2008 : Ouverture à Damas du sommet annuel de la Ligue arabe en l'absence du Liban et des dirigeants arabes qui réprouvent le rôle de la Syrie dans la crise politique libanaise.

- Vendredi 18 avril 2008 : L'ancien président américain Jimmy Carter a rencontré à Damas, le chef du Hamas Khaled Mechaal. Il aurait porté une offre israélienne de dialogue formulée par le vice-premier ministre israélien Eli Yishaï qui se dit prêt à "rencontrer tous les responsables du Hamas, y compris les ravisseurs" du caporal Gilad Shalit.
- Mercredi 23 avril 2008 : Selon le journal syrien al-Watan, le premier ministre Ehoud Olmert aurait proposé au président Bachar el-Assad un retrait total du plateau du Golan en échange de la paix.

- Jeudi 24 avril 2008 :
  - Le gouvernement américain montre au Congrès américain une vidéo prouvant que la Corée du Nord a aidé la Syrie à construire le réacteur nucléaire détruit en septembre 2007 par l'aviation israélienne. Cette collaboration avait lieu alors que le gouvernement américain s'efforçait d'obtenir la dénucléarisation de la Corée du Nord et un inventaire exhaustif de ses lieux et activités nucléaires, y compris les proliférantes. Selon les services de renseignements américains, le réacteur a été détruit juste avant d'entrer en service et de produire du plutonium militaire. Les Nord-Coréens ont continué à aider la Syrie après la destruction de réacteur.
  - Le premier ministre Ehoud Olmert annonce avoir passé la Pâque juive sur la plateau du Golan avec plusieurs milliers d'Israéliens, marquant ainsi son attachement à ce territoire stratégique occupé depuis 1967, alors que dans une interview au journal Al-Watan, le président syrien Bachar el-Assad, confirme que le premier ministre turc, Recep Tayyip Erdoğan l'a « informé qu'Israël était prêt à se retirer du Golan en échange de la paix avec la Syrie », ce qui comprend : la fermeture des bureaux du Hamas à Damas, l'arrêt de la fourniture d'armes au Hezbollah et la prise de distance avec l'Iran.

- Mercredi 14 mai 2008 : Un jeune blogueur de 24 ans, Tareq Bayyassi, est condamné à trois ans prison pour avoir consulté sur Internet des sites proches de l'opposition et avoir participé à des débats sur la toile, dans lesquels il a, selon ses juges, « porté atteinte au prestige de l'État ».

- Mercredi 21 mai 2008 : Le gouvernement reconnaît une reprise de contact avec Israël sous l'égide de la Turquie.

- Jeudi 22 mai 2008 : Dans le cadre des pourparlers israélo-syrien, la Syrie qui souffre de pénuries d'eau, s'engage à ne pas pomper l'eau du lac de Tibériade en échange d'une aide financière afin de construire une usine de dessalinisation et d'un engagement de la Turquie à lui fournir de l'eau.

- Mardi 27 mai 2008 : Le président Bachar el-Assad est reconduit pour un nouveau mandat de sept ans, avec 97,62 % des voix obtenues d'un référendum, boycotté par les partis d'opposition.

- Mardi 3 juin 2008 : à la suite de deux fiascos politiques et sécuritaires, le président Bachar el-Assad limoge son beau-frère, le général Assef Chaoukat, patron des Renseignements militaires et qui est soupçonné par la communauté internationale, d'être le véritable responsable de l'assassinat de l'ancien premier ministre libanais, Rafic Hariri en 2005 et le principal initiateur de l'instabilité politique, religieuse et militaire en Irak et au Liban. Le premier fiasco est celui du bombardement israélien du 6 septembre contre le site nucléaire de Deir ez-Zor avec la complicité d'espions kurdes. Le deuxième fiasco est l'assassinat, le 12 février, de Imad Moughnieh, le responsable militaire du Hezbollah. La mise en retrait du général pourrait être selon les observateurs une des cartes maîtresses de la Syrie dans le cadre de nouvelles négociations pour son retour sur la scène diplomatique.

- Dimanche 15 juin 2008 : Deux émissaires français — Jean-David Levitte, conseiller diplomatique, et Claude Guéant, secrétaire général de l'Élysée — rencontrent le président Bachar el-Assad sur le thème de la réconciliation entre la Syrie et la France. Le président syrien est invité au sommet de lancement de l'Union pour la Méditerranée ce qui provoque de nombreuses critiques en France et au Liban.

- Dimanche 26 octobre 2008 : Des soldats américains débarqués d'hélicoptères venus d'Irak attaquent un bâtiment situé dans un village syrien à huit kilomètres de la frontière irakienne et tuent huit personnes.

- Jeudi 30 octobre 2008 : Plusieurs milliers de manifestants au centre de Damas protestent contre le récent raid américain meurtrier sur un village syrien à la frontière irakienne. Selon un responsable américain s'exprimant sous couvert de l'anonymat, le raid s'inscrit dans le cadre de la lutte contre les combattants étrangers opérant en Irak.

- Samedi 20 décembre 2008 : Selon le journal italien La Stampa, l'Iran utilise des avions de la compagnie nationale vénézuélienne, la Conviasa, pour transporter vers la Syrie du matériel servant à fabriquer des missiles et ainsi contourner les sanctions de l'ONU. Une partie du matériel transporté (ordinateurs, composants de moteurs) proviendrait du groupe industriel iranien Shahid Bagheri (SBIG), inscrit à l'annexe de la résolution 1737 de l'Onu pour son implication dans le programme de missiles balistiques iranien. De son côté, la Syrie fait parvenir depuis 2006 du matériel militaire  destiné aux Gardiens de la révolution et le Venezuela bénéficie de la mise à disposition de certains Gardiens de la révolution et des membres de leur unité d'élite, l'Al-Quds, pour former et renforcer les services secrets et la police vénézuélienne[1].

- Mardi 23 décembre 2008 : Trois Syriens sont condamnés à mort par pendaison, dont le cerveau de l'opération par contumace, pour trafic d'héroïne et d'opium par un tribunal d'Ismaliya en Égypte. Les deux chauffeurs ont été arrêtés en juillet 2008 à bord d'un camion en provenance du golfe d'Aqaba, avec à son bord 25 kg d'héroïne et d'opium d'une valeur de 25 millions de livres égyptiennes (4,5 M US$).